# Ónodi
Ónodi [ˈoːnodi], Ónody sau Onodi este un nume de familie maghiar folosit inițial pentru a desemna o persoană din satul Ónod din nord-estul Ungariei. El se poate referi la:

## Ónodi
- Adolf Ónodi (1857-1919), otorinolaringolog și chirurg maghiar
- Eszter Ónodi (n. 1973), actriță maghiară de teatru și film
- Gábor Ónodi (n. 1979), actor maghiar
- Henrietta Ónodi (n. 1974), gimnastă maghiară

## Ónody
- Andor Ónody (1920-1986), fotbalist maghiar
- József Ónody (1882-1957), înotător maghiar

## Onodi
- Heidemaria Onodi (n. 1957), politiciană austriacă